# Evangelický kostel (Dolní Poustevna)
Evangelický kostel v Dolní Poustevně je sakrální stavba z roku 1938.

## Historie
Na přelomu 19. a 20. století bylo v obci (od r. 1918 městě) aktivní hnutí Los von Rom (č. Pryč od Říma), což vedlo roku 1903 ke vzniku kazatelské stanice spadající pod augsburský sbor v Rumburku. Kazatelská stanice se později označovala také jako filiální sbor. Věřící se nejprve scházeli ve škole; roku 1938 zahájili stavbu kostela v historizujícím místním slohu, jenž měl věž situovanou v ose průčelí. Základní kámen stavby byl položen 1. listopadu 1938.
Po druhé světové válce došlo k odsunu zde žijících Němců a s ním zanikla i zdejší stanice, respektive filiální sbor. Nedostavěný dřevěný kostel byl navíc devastován. Objekt přešel do majetku města. Po sametové revoluci dostal novou střechu a věž omítku. Na začátku 21. století prodělal kostel stavební úpravy, které jej změnily na městský klub a uvažovalo se také o jeho využití jako obřadní síně.
Budova dostala název Centrum setkávání, sídlí zde (2020) městské informační centrum, věž slouží jako vyhlídková.